# Гребенецкий сельсовет
Гребенецкий сельсовет — административная единица на территории Червенского района Минской области Республики Беларусь.

## История
30 октября 2009 года сельский совет был упразднён, населённые пункты вошли в состав Червенского сельсовета. Однако на 2016 год вновь существует.

## Состав
Гребенецкий сельсовет включает 14 населённых пунктов:
- Ачижа — деревня.
- Гребенец — деревня.
- Дерть — деревня.
- Дуброва — деревня.
- Забод — деревня.
- Лучное — деревня.
- Майзорово — деревня.
- Нивище — деревня.
- Новоселение — деревня.
- Ореховка — деревня.
- Пальчик — деревня.
- Усохи — деревня.
- Чёрный Брод — деревня.
- Скрябинки — деревня.